# آرتور اسینگ
آرتور اسینگ (انگلیسی: Arthur Essing; ۱۵ فوریهٔ ۱۹۰۵ – مارس ۱۹۷۰) دوچرخه‌سوار اهل آلمان بود.